# Irene Dunne
Irene Dunne (Louisville, Kentucky, 1898. december 20. – Los Angeles, Kalifornia, 1990. szeptember 4.) amerikai színésznő.
Legaktívabb időszaka a '30-as és '40-es években volt. Ötször is jelölték Oscar-díjra. A filmiparban betöltött szerepéért csillaga megtalálható a Hollywood Walk of Fame-en.

## Fiatalkora
1898-ban született Louisville-ben Joseph Dunn gőzhajó ellenőr és Adelaide Henry zongorista, zenetanár leányaként. 11 éves korában elvesztette édesapját, akitől megőrzött minden levelét, és gyakran visszaemlékezett mit mondott neki halála előtti éjszakáján: "A boldogság sohasem véletlen, hanem egy jutalom, amit akkor kapunk meg amikor okosan választunk az élet nagy boltjából."
Édesapja halála után, édesanyjával és Charles öccsével az indianai Madisonba költöztek, ahonnan az anyja származott. Dunnet édesanyja korán megtanította zongorázni: "A zene olyan természetes volt a házunkban, mint a levegővétel." Emellett erős római katolikus neveltetést kapott.
Művészettanári diplomát szerzett, de később felvételt nyert a Chicagói Zenei Főiskolára, amit 1926-ban végzett el. Mezzoszoprán hanggal esélye volt operaénekessé válni, de nem járt sikerrel a Metropolitan Opera meghallgatásán.

## Filmes karrierje
Akkor toldott egy "e" betűt a vezetéknevéhez, amikor 1922-ben debütált a Broadwayn. A saját szavaival élve "nem került eksztázisba" amikor 1929-re sikeres színpadi színésznő lett, főszerepeket játszva. Egy New York-i bálon ismerkedett meg későbbi férjével, a fogorvos Francis Dennis Griffinnel. Annak ellenére, hogy több dologban is eltérő véleményen voltak és a heves viták se voltak ritkák, Dunne mégis hozzáment a férfihez és otthagyta a színházat.
Filmes pályafutása 1930-ban kezdődött, amikor leszerződött az RKO stúdióhoz, és megkapta első szerepét a Leathernecking című filmben. Hollywoodba költözött édesanyjával és öccsével, a férje csak 1936-ban követte. A '30-as és '40-es évek egyik legnépszerűbb színésznőjévé vált. Olyan sikerfilmekben játszott, mint a Kár volt hazudni (1937), a Szerelmi történet (1939) vagy az Anna és a sziámi király (1946). Utolsó mozifilmjét 1952-ben forgatta It Grows on Trees címmel. 1962-ig még vállalt televíziós szerepléseket.
Dunne egy interjúban azt nyilatkozta, hogy hiányzik belőle az a "félelmetes ambíció", ami más színésznőknek megvan: "Eltávolodtam a színészettől. A színészet nem minden, az élet az."

## Későbbi élete
1957-ben Dwight D. Eisenhower beválasztotta Dunnet egy jótékonysági öttagú ENSZ delegációba. Politikailag Dunne is republikánus nézeteket vallott.
1928-as házassága férje 1965-ös haláláig tartott. Egy déli ültetvényes stílusú kúrián éltek a kaliforniai Holmby Hillsen. Egy lányuk volt, Mary Frances, akit egy New York-i árvaházból fogadtak örökbe 1938-ban. Dunne férjével együtt tagja volt a Máltai Lovagrendnek.
1985-ben a St. John's Hospital mellszobrot állított Dunne tiszteletére, amiért alapítványa több mint 20 millió dolláros adománnyal támogatta a kórházat.

## Halála
Dunne békés körülmények között halt meg 1990-ben 91 éves korában Los Angeles-i otthonában. A Calvary Temetőben helyezték örök nyugalomra.

## Díjak és jelölések
Oscar-díj
- jelölés: legjobb női főszereplő - I Remember Mama (1949)
- jelölés: legjobb női főszereplő - Szerelmi történet (1940)
- jelölés: legjobb női főszereplő - Kár volt hazudni (1938)
- jelölés: legjobb női főszereplő - Theodora Goes Wild (1937)
- jelölés: legjobb női főszereplő - Cimarron (1931)

## Fontosabb filmjei
- 1948 - I Remember Mama - Martha Hanson
- 1947 - Élet apával (Life with Father) - Vinnie Day
- 1946 - Anna és a sziámi király (Anna and the King of Siam) - Ana Owens
- 1944 - Dover fehér sziklái (The White Cliffs of Dover) - Susan Dunn
- 1944 - Végre együtt (Together Again) - Anne Crandall
- 1941 - Emlékek szerenádja (Penny Serenade) - Julie Gardiner Adams
- 1940 - Kedvenc feleségem (My Favorite Wife) - Ellen Arden
- 1939 - Szerelmi történet (Love Affair) - Terry
- 1937 - Kár volt hazudni (The Awful Truth) - Lucy Warriner
- 1936 - Theodora Goes Wild - Theodora Lynn
- 1935 - Roberta - Stephanie
- 1934 - Az ártatlanság kora (The Age of Innocence) - Ellen Olenska grófnő
- 1933 - Ann Vickers - Ann Vickers
- 1932 - Tizenhárom nő (Thirteen Women) - Laura Stanhope
- 1931 - Cimarron - Sabra Cravat

## Fordítás
- Ez a szócikk részben vagy egészben  az   Irene_Dunne című angol Wikipédia-szócikk fordításán alapul.  Az eredeti cikk szerkesztőit annak laptörténete sorolja fel. Ez a jelzés csupán a megfogalmazás eredetét és a szerzői jogokat jelzi, nem szolgál a cikkben szereplő információk forrásmegjelöléseként.